# Renzo Giovannoni
Renzo Giovannoni (Firenze, 25 febbraio 1918 – ...) è stato un calciatore italiano, di ruolo centrocampista.

## Carriera
Nella stagione 1936-1937 ha giocato una partita in Serie A ed una in Coppa Italia con la Fiorentina; è rimasto nella squadra viola anche l'anno seguente, durante il quale ha disputato altre 5 gare in Serie A.
Nella stagione 1938-1939 ha invece militato nel Vigevano, con cui ha disputato 2 partite in Serie B, mentre nella stagione 1939-1940 ha preso parte al campionato di Serie C con la maglia del Pordenone. Nella stagione 1940-1941 ha invece giocato in Serie C con la maglia dell'Udinese per poi nel dopoguerra andare a chiudere la carriera ai toscani della Colligiana.